# Air Wales
Air Wales (en gallois Awyr Cymru) (Code AITA : 6G ; code OACI : AWW) était une compagnie aérienne galloise, à bas coûts qui reliait Cardiff à Aberdeen ou à Plymouth. Elle a cessé tous ses vols le 23 avril 2006.

## Histoire

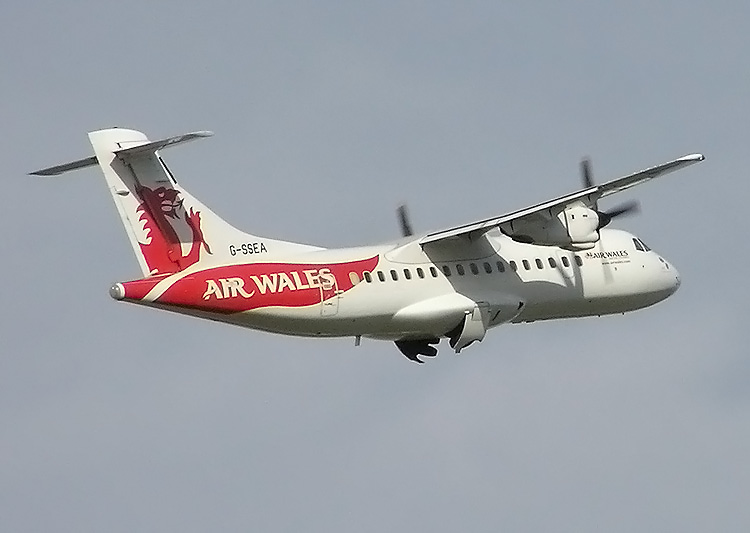
Un ATR 42 de la compagnie Air Wales. Sur le logo de la compagnie figure le dragon gallois.

Air Wales fut créé en janvier 1997 grâce au financement de Roy Thomas. Elle débuta ses vols en janvier 2000. Initialement basée à l'aéroport de Pembrey (en) elle possédait 2 appareils.
En 2004 la compagnie recentre ses activités sur l'aéroport international de Cardiff car ses autres activités montrent un manque d'intérêt de la part des clients.